# Посольство України в Угорщині
Посольство України в Угорщині — дипломатична місія України в Угорщині, розміщена в Будапешті.

## Завдання посольства
Основне завдання Посольства України в Будапешті представляти інтереси України, сприяти розвиткові політичних, економічних, культурних, наукових та інших зв'язків, а також захищати права та інтереси громадян і юридичних осіб України, які перебувають на території Угорщини.
Посольство сприяє розвиткові міждержавних відносин між Україною та Угорщиною на всіх рівнях, з метою забезпечення гармонійного розвитку взаємних відносин, а також співробітництва з питань, що становлять взаємний інтерес. Посольство виконує також консульські функції.

## Історія дипломатичних відносин (період Незалежності 1991)

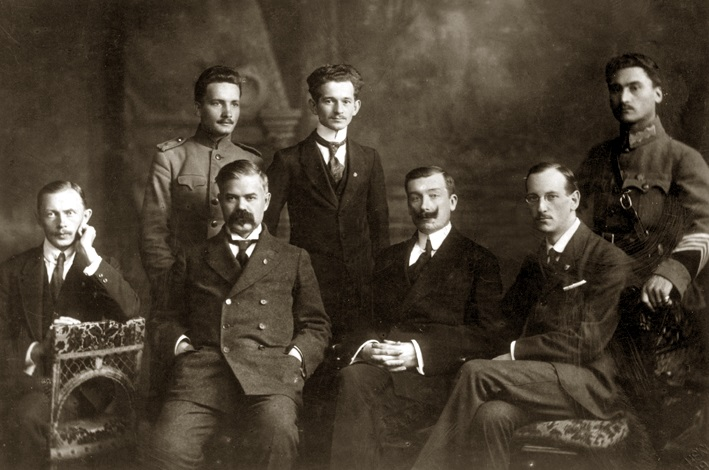
Надзвичайна дипломатична місія УНР в Угорщині. Серпень 1919 року. Сидять (від ліва): Іван Флюнт (аташе), Микита Шаповал (секретар), Микола Галаган (голова), Микола Шраг (радник); стоять: Павло Ходаркевич (референт) преси, Іван Стасів (урядовець), Михайло Курчак (служник).

Історія становлення українсько-угорських відносин бере свій початок з кінця 1989 року, коли в Угорщину прибула українська делегація на чолі з Міністром культури УРСР Юрієм Олененком. Під час цього візиту вперше в сучасній історії України було підписано протокол про співробітництво двох країн у сфері культури.
У серпні 1990 року до Будапешта прибула делегація МЗС України на чолі з Міністром Анатолієм Максимовичем Зленком. Відбулися зустрічі з Президентом Угорської Республіки Арпадом Генцем, прем'єр-міністром Йожефом Анталлом, міністром закордонних справ Гезой Єсенським.
У вересні 1990 року Україну з офіційним візитом відвідав президент Угорщини Арпад Генц.
Визначальним у двосторонніх відносинах України з Угорщиною став візит Голови Верховної Ради УРСР Леоніда Макаровича Кравчука до Угорщини (30 травня — 1 червня 1991 року), під час якого було підписано дев'ять двосторонніх документів, які заклали договірно-правову базу українсько-угорського співробітництва. Це зокрема Декларація про основи відносин між Україною та Угорською Республікою, Консульська конвенція, Декларація про принципи співробітництва щодо забезпечення прав національних меншин.
Саме цей візит в Угорщину делегації з України, переговори з керівництвом держави, підписання двосторонніх документів засвідчили визнання де-факто угорцями незалежності України ще за часів існування Радянського Союзу.
Після проголошення незалежності Україною 24 серпня 1991 року Угорщина, одразу після оголошення результатів Всенародного референдуму 1 грудня 1991 року, визнала Україну 6 грудня 1991 року. Дипломатичні відносини між Україною і Угорщиною були встановлені 6 грудня 1991 року шляхом підписання у Києві договору про основи добросусідства та співробітництва. Це був перший документ такого рівня, який підписала Україна.
6 грудня в Києві було, вперше серед іноземних дипломатичних представництв, відкрито посольство Угорщини. У січні 1992 року був призначений тимчасово повірений у справах України в Угорщині. 24 березня 1992 року урочисто було відкрито перше дипломатичне представництво України за кордоном, посольство України в Угорщині.

## Керівники дипломатичної місії
1. Яросевич Роман Гнатович (1919)
2. Ґалаґан Микола Михайлович (1919—1920)
3. Кобилянський Люцій Ремігійович (1920) т.п.
4. Сікевич Володимир Васильович (1920—1921)
5. Ткач Дмитро Іванович (1992—1998)
6. Климпуш Орест Дмитрович (1998—2002)
7. Дурдинець Василь Васильович (2002—2003)
8. Мушка Юрій Юрійович (2003—2006)
9. Ткач Дмитро Іванович (2006—2010)
10. Мушка Юрій Юрійович (2010—2014)[7]
11. Юнгер Михайло Бейлович (2014—2016) тимчасовий повірений у справах
12. Непоп Любов Василівна (2016[8]—2022[9])
13. Балог Іштван Арпадович (2022—2024) тимчасовий повірений у справах
14. Шандор Федір Федорович (з 2024)

## Консульства України
- Консульство України в Ніредьгазі

1. Іванчо Іван Васильович (2008—2011) — генеральний консул
2. Бороденков Сергій Миколайович (2011—2015) — генеральний консул
3. Гупало Аркадій Петрович (з 2015) — консул-керівник

- Почесне Консульство України у м.Сегед

1. Рот Шандор

- Почесне Консульство України у м.Шіофок

1. Золтан Горват